# Conflicto de las selfactinas

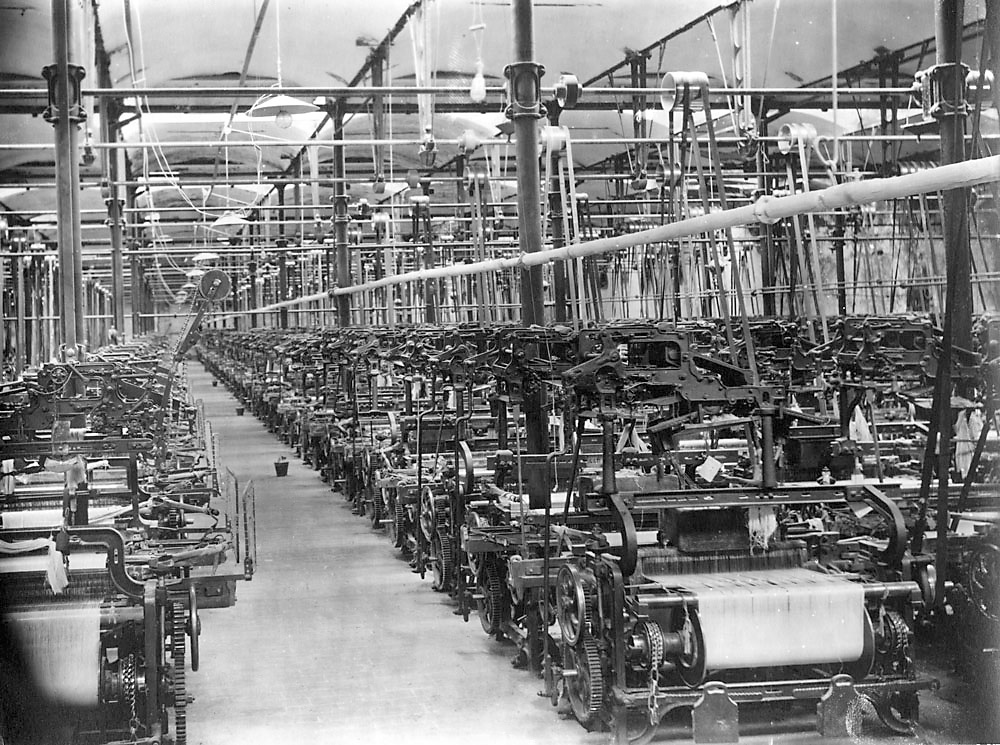
Sala de tejidos en la fábrica de la Colonia Sedó en Esparraguera, Cataluña

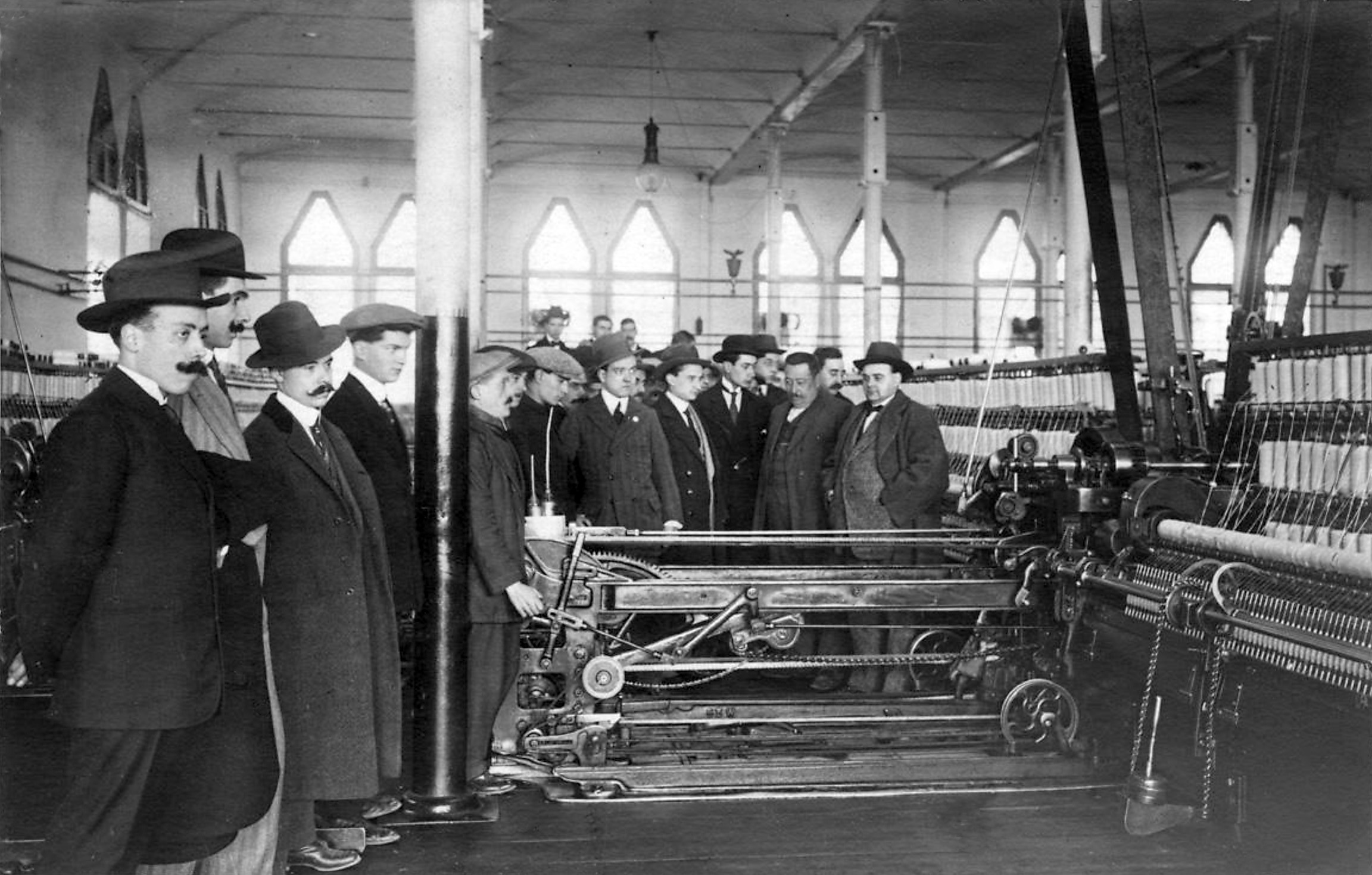
Una mula de hilar automática en una fábrica de Barcelona

Se conoce como conflicto de las selfactinas a los hechos ocurridos en la ciudad de Barcelona, España, durante el mes de julio de 1854 contra la mecanización del hilado facilitada por las llamadas selfactinas (del término inglés «self-acting»), máquinas automáticas de hilar que ahorraban mano de obra a las que se achacaba el paro forzoso de muchos trabajadores. 
En España, las primeras reacciones contra la implantación de maquinaria en el proceso de la producción y contra el paro forzoso que resultaba de la mecanización (ludismo) se produjeron en Alcoy en 1821, en Camprodón en 1823, en Barcelona en 1835 y en Igualada alrededor de 1847. Las selfactinas fueron introducidas en Cataluña hacia 1844. Cinco años más tarde, en 1849, estas máquinas manejaban ya 91 468 husos, y en el año 1854 más de 200 000.

## Desarrollo
El 30 de junio de 1854 comenzó el pronunciamiento conocido como la Vicalvarada que dio inicio al bienio progresista. La primera ciudad en unirse fue Barcelona, donde el 14 de julio se inició una sublevación en la que tuvieron un papel destacado los obreros que por primera vez lo hicieron mediante la declaración de una huelga, que ya había tenido un precedente con la huelga del 29 de marzo. Al día siguiente, 15 de julio, se produjeron varios incendios de fábricas que utilizaban las nuevas máquinas de hilar algodón llamadas selfactinas. En uno de los ataques, según informó el cónsul británico, fue asesinado el dueño de la fábrica, su hijo y el capataz de la misma.
El 16 de julio el capitán general Ramón de la Rocha publicó un bando donde se comunicaba que todos los que atentaran contra una propiedad o contra la seguridad de las personas serían fusilados. Al día siguiente, tres hiladores fueron ejecutados. Aunque los incendios cesaron, los hiladores, acompañados de los tejedores, continuaron en huelga de forma pacífica, reclamando la retirada de las selfactinas. El 18 de julio más de cincuenta fábricas permanecían paradas.
El capitán general mantuvo conversaciones con el cabecilla del movimiento obrero, Josep Barceló, y el 25 de julio firmó una orden prohibiendo el uso de las selfactinas y ordenando que fueran transformadas en otras máquinas de hilar más antiguas y menos eficientes llamadas mule-jennies. Paralelamente, se publicó un documento firmado por los principales dirigentes obreros —Ramón Maseras, Miquel Guilleuma, Antoni Vado, Josep Nogué y Josep Barceló— donde exponían al capitán general el fundamento de sus peticiones. Sin embargo, el conflicto no acabó ahí, sino que se alargó, ya que los fabricantes recurrieron la prohibición ante el gobierno de Madrid y los trabajadores, consecuentemente, continuaron con la huelga.
El 8 de agosto, el nuevo capitán general, Domingo Dulce y Garay, se reunió con los dirigentes de Sociedades Obreras y de allí salió un manifiesto obrero firmado por diecinueve sociedades proletarias dando por acabada la huelga, exigiendo el indulto para los obreros procesados y condenados y la apertura de un periodo para la negociación entre fabricantes y obreros. Este fue el último suceso del conflicto de las selfactinas, durante el cual se habían reconocido oficialmente las Sociedades Obreras y su capacidad para representar a la colectividad de los trabajadores ante los empresarios, como se iría verificando los meses siguientes gracias a la firma de varios convenios colectivos. A pesar de que el 9 de agosto el gobierno de Madrid derogó la orden de prohibición de las selfactinas, el temor a las reacciones obreras provocó el aplazamiento de su publicación hasta el mes de mayo de 1855. 
Según Manuel Tuñón de Lara el conflicto solo se resolvió con la llegada del nuevo gobernador civil de Barcelona Pascual Madoz que medió para que el 11 de agosto se alcanzara un acuerdo provisional que puso fin a la huelga. Los hiladores consiguieron media hora más de tiempo en el descanso de la comida de mediodía, lo que supuso reducir las horas semanales de 75 a 72.
Durante el conflicto el liberal progresista Laureano Figuerola acusó a los obreros de querer vivir sin trabajar en un artículo publicado en El Constitucional argumentando lo siguiente: «El derecho de éstos [los trabajadores] es sin duda procurar obtener el mayor salario posible. El derecho de los fabricantes es el de reducir los gastos de la producción; la ley eterna a que está sujeta toda la producción humana; y en el debate que se establece para la contratación de servicios de los operarios, sólo la libertad de adquirir o rechazar las condiciones de una u otra parte es la regla única a que los hombres pueden someterse». Le respondieron Josep Barceló, Ramón Maseras y Antonio Gual, miembros de la comisión obrera que se había reunido con el capitán general para acordar la prohibición de la selfactinas:

Dice usted que engañan miserablemente a los trabajadores los que les han hecho firmar… y nosotros le decimos que es usted quien los quiere engañar y de creerle a usted dentro de poco seríamos excluidos del trabajo, mendigando nuestro sustento, y si pidiésemos un poco de pan para nuestras familias y el Gobierno tuviese las ideas de usted, pondrían los cañones en las calles ametrallándonos para acabar con los trabajadores, porque sobramos ya en la sociedad, porque los fabricantes, con niños, podrían hacer funcionar las selfactinas y cuando fuese hombres sufrir la suerte desgraciada de sus padres.